# Gilgamesh et le Taureau céleste
Gilgamesh et le Taureau céleste est un récit épique en sumérien, mettant en scène le héros Gilgamesh (Bilgamesh dans le texte en sumérien), roi d'Uruk, et son affrontement contre le Taureau du Ciel envoyé contre sa cité par la déesse Inanna dont il a repoussé les avances.

## Texte
Le texte est connu par une vingtaine de fragments, un datant de la période de la troisième dynastie d'Ur (v. 2112-2004 av. J.-C.), les autres de l'époque paléo-babylonienne (v. 2004-1595 av. J.-C.) et provenant pour la grande majorité de Nippur, deux autres ayant été mis au jour à Me-Turan. 

L'intégralité du texte n'est pas connue, mais la trame du récit étant reprise dans l’Épopée de Gilgamesh, elle est bien identifiée : le héros Gilgamesh repousse les avances de la déesse Inanna/Ishtar, qui, humiliée par l'affront, va demander à son père An le dieu céleste, pour qu'il lui confie le Taureau céleste afin qu'elle exerce sa vengeance sur Uruk, mais il est finalement vaincu par Gilgamesh, aidé par son acolyte Enkidu. 
Extraits :
(Inanna part) : « Il peut bien salir l’eau, faire d’énormes bouses, mais que mon père me confie Taureau de Ciel ! Que je tue le seigneur, que je tue le seigneur, que je tue le seigneur Gilgameš ! » 
Grand Ciel répliqua à Inana : « Mon enfant, Taureau de Ciel n’aurait pas de pâture, c’est le ciel (var. l’horizon) qui est sa pâture. Pucelle Inana, c’est à l’Orient qu’il a sa pâture. Comment pourrais-je te( !) donner à toi le Taureau de Ciel ? »
La précieuse Inana lui répondit : « Je vais hurler, rapprocher le ciel de la terre ! »  Il eut peur, il eut grand peur, (Ciel eut grand peur d’Inana) Ciel répondit à Inana : « Je vais lui donner Taureau de Ciel. » (...)

Le Taureau beugla dans la poussière, Gilgameš [le tenait(?) par la tête], Enkidu [grimpa à la corde de son…, Ses concitoyens [vinrent…] (...)  Gilgameš, de sa hache de sept talents, lui-même le frappa. Le Taureau se cabra si haut, si haut qu’il s’effondra. Il éclaboussa comme s’il était d’argile, il s’étala comme un champ de blé (?).(traduction A. Cavigneaux)
Ensuite la viande provenant du cadavre de la bête est offerte aux gens d'Uruk, et les cornes sont vouées à la déesse Inanna.
Extrait (fin de la tablette) :  Le roi, presque comme un chef cuisinier, prit son couteau en main. Voulant frapper Inana d’un coup de gigot, il la fit s’envoler comme un pigeon et démolit le rempart. Le roi se tenait sur la tête du Taureau, pleurant à chaudes larmes : « Puisque il m’a (tu m’as ?) démoli de cette façon, je vais faire de même. » Tout en disant ces mots, il jeta sa dépouille à la rue, il jeta ses tripes sur la place ; sa viande, les fils des veuves de sa ville en prirent chacun leur part dans un couffin. Sa carcasse, il la livra à l’équarrisseur, ses deux cornes (il en fit) deux fioles pour verser l’huile fine à précieuse Inana dans l’Eanna. Pour la mort de Taureau de Ciel, précieuse Inana, ta louange est douce ! (traduction A. Cavigneaux) 
Un fragment de ce récit, inconnu dans l’Épopée de Gilgamesh, met en scène le héros en train de boire alors que le Taureau céleste dévore les herbes et les palmiers d'Uruk et boit l'eau des canaux ; le roi ne semble pas s'en émouvoir, et son ménestrel Lugalgabangal s'en alarme et cherche à raisonner le souverain, mais ce dernier lui demande de jouer pendant qu'il boit, préférant profiter de ce moment avant de partir au combat.
Extrait : Le Taureau, à Uruk, dévorait la végétation. La rivière, à grandes lapées(?), il en buvait l’eau. La rivière, chaque lapée faisait un stade(?), mais sa soif ne pouvait être étanchée. Il dévorait. la végétation, mettait la terre à nu. Il cassait les palmiers d’Uruk, les courbait pour les porter à sa gueule. Le Taureau, quand il était debout, submergeait Uruk.

Un dialogue s'engage entre Gilgamesh et son barde mais seule la réponse de Gilgamesh est encore conservée : « Mon barde Lugalgabagal/r, chante ton hymne, ajuste ta corde ; Donne-moi de la bière ! remplis encore mon pichet. ! » Lugalgabagal répondit à son maître Gilgameš : « Mon maitre, tu veux manger, [tu veux boire !] mais moi, cette affaire, en quoi [me(?) regarde-t-elle ?]. » (traduction A. Cavigneaux)